# Boston Legal
Boston Legal è una serie televisiva statunitense di genere legale creata da David E. Kelley, composta di 5 stagioni per un totale di 101 episodi, trasmessa dalla ABC dal 3 ottobre 2004 all'8 dicembre 2008.

## Trama
Le avventure dello studio Crane, Poole & Schmidt di Boston, costituito dai tenaci avvocati Alan Shore e Danny Crane, disposti a tutto pur di vincere le loro cause, lavorando anche ai margini della legalità. Lo studio vince sempre, anche quando il cliente è colpevole, così che non è la Giustizia a trionfare, ma solamente la combattività degli avvocati.

## Episodi
| Stagione         | Episodi | Prima TV originale | Prima TV Italia |
| ---------------- | ------- | ------------------ | --------------- |
| Prima stagione   | 17      | 2004-2005          | 2006            |
| Seconda stagione | 27      | 2005-2006          | 2007            |
| Terza stagione   | 24      | 2006-2007          | 2008-2009       |
| Quarta stagione  | 20      | 2007-2008          | 2009            |
| Quinta stagione  | 13      | 2008               | 2009            |

## Personaggi e interpreti

### Personaggi principali
- Alan Shore, interpretato da James Spader, doppiato da Sandro Acerbo. Inizia come personaggio ricorrente in  The Practice - Professione avvocati, e diventa poi il protagonista di Boston Legal. Avvocato sarcastico e spesso provocatorio, è noto per i suoi monologhi morali e politici in aula. Ha un rapporto di profonda amicizia con Denny Crane.
- Denny Crane, interpretato da William Shatner, doppiato da Cesare Barbetti (episodi 1-15) e Saverio Moriones (ep. 16-101). Cofondatore dello studio legale, Crane, Poole & Schmidt. Avvocato sarcastico, con un ego smisurato e un comportamento eccentrico, che soffre però dei primi segni di Alzheimer. Donnaiolo e politicamente scorretto, non perde mai occasione per conquistare colleghe o clienti. Ha una profonda amizia con Alan Shore.
- Shirley Schmidt, interpretata da Candice Bergen, doppiata da Serena Verdirosi. È la socia fondatrice dello studio Crane, Poole & Schmidt. È spesso la voce della ragione dello studio legale, capace di gestire sia casi complessi sia i comportamenti eccentrici dei colleghi.
- Sally Heep (stagione 1), interpretato da Lake Bell, doppiata da Rossella Acerbo. Giovane avvocatessa idealista ambiziosa, che nella serie The Practice - Professione avvocati lavora per Alan Shore, con cui ha una breve relazione. Appare in 6 episodi di Boston Legal, ma viene successivamente licenziata da Shirley Schmidt.
- Tara Wilson (stagioni 1-2), interpretata da Rhona Mitra, doppiata da Eleonora De Angelis. Fa la sua prima apparizione nella stagione 8 di The Practice - Professione avvocati, come giovane e determinata avvocatessa, collaborando con Alan Shore. Appare poi regolarmente nella prima stagione di Boston Legal, lavorando presso lo studio Crane, Poole & Schmidt, dove ha una relazione sentimentale complicata con Alan. Esce di scena all’inzio della seconda stagione.
- Lori Colson (stagioni 1-2), interpretata da Monica Potter, doppiata da Tiziana Avarista.  Avvocatessa esperta e determinata, è una dei membri iniziali dello studio Crane, Poole & Schmidt nella prima stagione. È nota per il suo senso della giustizia, la sua professionalità e il suo rapporto contrastato con Alan Shore. Lori affronta anche temi delicati nella serie, come il sessismo sul posto di lavoro.
- Paul Lewiston (stagioni 1-3), interpretato da René Auberjonois, doppiato da Manlio De Angelis. È uno dei principali responsabili della gestione dello studio legale Crane, Poole & Schmidt. Paul si distingue per la sua calma e il suo senso dell’umorismo sottile. È spesso coinvolto nelle dinamiche personali e professionali dei colleghi
- Brad Chase (stagioni 1-3), interpretato da Mark Valley, doppiato da Vittorio De Angelis. Ex marine e avvocato dello studio Crane, Poole & Schmidt, Brad è noto per il suo atteggiamento serio, il senso del dovere e il rispetto delle regole. Spesso si trova in contrasto con gli ideali e i comportamenti dei suoi colleghi, in particolare di Alan Shore. Durante la serie avrà una relazione con Denise Bauer, che finirà col sposare. Brad lascerà lo studio all’inizio della stagione 4.
- Garrett Wells (stagione 2), interpretato da Justin Mentell, doppiato da Stefano Crescentini. Giovane avvocato associato presso lo studio Crane, Poole & Schmidt. Ambizioso, sicuro di sé e talvolta impulsivo, Garrett cerca di affermarsi rapidamente nella professione legale, affrontando casi importanti e confrontandosi con i colleghi più esperti. Ha una breve relazione con la collega Denise Bauer e spesso lavora in coppia con Sara Holt.
- Sara Holt (stagione 2), interpretata da Ryan Michelle Bathe, doppiata da Laura Lenghi.  È una giovane avvocatessa che lavora presso lo studio Crane, Poole & Schmidt, dove si distingue per la sua determinazione, intelligenza e professionalità. Appare nella seconda stagione, insieme a Garrett Wells, come parte del nuovo gruppo di associati. Ha un breve coinvolgimento sentimentale con Garrett e partecipa a diversi casi legali, spesso dimostrando grande preparazione.
- Denise Bauer (stagioni 2-3), interpretata da Julie Bowen, doppiata da Francesca Fiorentini.  Giovane avvocatessa brillante, lavora all’interno dello studio Crane, Poole & Schmidt a partire dalla seconda stagione. Denise è determinata, competente e spesso coinvolta in casi complessi. Sviluppa relazioni sentimentali con Garrett Wells e Brad Chase, Denise sposerà poi quest’ultimo, con cui avrà una figlia.
- Marlene Stanger (stagioni 2-3), interpretata da Parker Posey, doppiata da Chiara Colizzi. Avvocatessa ambiziosa, competitiva e spesso manipolatrice, è nota per il modo aggressivo in cui affronta i casi.  Marlene entra temporaneamente nello studio Crane, Poole & Schmidt, creando tensioni con alcuni colleghi, in particolare con Denise Bauer. I colleghi arrivano anche a soprannominarla “The  Squid” (Il calamaro). Soprannome che deriva dalla sua capacità di “stritolare” gli avversari legalmente e psicologicamente, proprio come farebbe un calamaro.
- Jerry Espenson (stagioni 2-5), interpretato da Christian Clemenson, doppiato da Mino Caprio. Jerry soffre della sindrome di Asperger e del disturbo ossessivo-compulsivo, elementi che influenzano sia la sua vita personale che professionale. Inizialmente introdotto come cliente dello studio, entra poi a far parte di Crane, Poole & Schmidt, diventando uno dei personaggi più amati per la sua sensibilità e la sua crescita personale.
- Clarence/Clarice Bell (stagioni 3-4), interpretato da Gary Anthony Williams, doppiato da Simone Mori.  È un avvocato dallo stile unico, inizialmente introdotto come impiegato nel reparto risorse umane sotto il nome di “Clarice”. Clarence soffre di un disturbo dissociativo dell’identità, che lo porta ad assumere diverse personalità, tra cui Clarice (una donna molto sicura di sé) e altri alter ego. Nonostante le sue difficoltà sociali e psicologiche, dimostra grande intelligenza, sensibilità e talento legale, tanto da venire assunto alla Craine, Poole and Schmidt.
- Claire Simms (stagione 3), interpretata da Constance Zimmer, doppiata da Barbara De Bortoli. Giovane avvocatessa dello studio Crane, Poole & Schmidt. Claire è brillante, diretta e dotata di uno stile sarcastico e pungente. Nonostante la sua giovane età, affronta con sicurezza sia casi complessi sia le stranezze dei colleghi, inclusi Clarence Bell, con cui sviluppa un legame di amicizia e affetto. Il suo personaggio è noto per l’equilibrio tra ironia, intelligenza e sensibilità.
- Jeffrey Coho (stagione 3), interpretato da Craig Bierko, doppiato da Massimo De Ambrosis. Brillante e aggressivo avvocato penalista, trasferito dalla sede di New York allo studio Crane, Poole & Schmidt di Boston. È noto per il suo stile provocatorio e diretto, che spesso lo mette in contrasto con colleghi e giudici. Lavora su casi complessi e mediatici e sviluppa una breve tensione romantica con Denise Bauer.
- Lorraine Weller (stagione 4), interpretata da Saffron Burrows, doppiata da Laura Romano. Appare nella quarta stagione come avvocatessa elegante e affascinante assunta nello studio Crane, Poole & Schmidt. Il suo personaggio è misterioso e intrigante: in passato ha lavorato come dominatrice, un dettaglio che crea imbarazzo e tensioni quando viene scoperto dai colleghi. Nonostante ciò, dimostra di essere una professionista capace e intelligente. Ha una breve relazione sentimentale con Alan Shore
- Whitney Rome (stagione 4), interpretata da Taraji P. Henson, doppiata da Laura Lenghi.  Avvocatessa assunta da poco presso lo studio legale Crane, Poole & Schmidt. Whitney è determinata, intelligente e spesso utilizza il suo fascino per ottenere vantaggi professionali. Nel corso della serie, il suo carattere forte e la sua etica professionale vengono messi alla prova in diverse situazioni complesse.
- Carl Sack (stagioni 4-5), interpretato da John Larroquette, doppiato da Angelo Nicotra. Partner senior trasferito dalla sede di New York allo studio Crane, Poole & Schmidt di Boston. Inizialmente serio, rigido e formale, Carl cerca di riportare ordine e disciplina nello studio, spesso scontrandosi con l’eccentricità di colleghi come Denny Crane e Alan Shore. Con il tempo, però, si adatta allo spirito dello studio, inizierà una relazione con Shirley.
- Katie Lloyd (stagioni 4-5), interpretata da Tara Summers, doppiata da Eleonora De Angelis. Giovane avvocatessa inglese assunta da poco alla Poole, Crane & Schmidt. Dotata di un forte senso morale, Katie si distingue per la sua calma e professionalità. Stringerà un forte legame con Jerry Espenson.

### Altri personaggi
Alcuni degli attori che compaiono nelle diverse stagioni sono:
Prima stagione
- Henry Gibson (Giudice Clark Brown)
- Kerry Washington (Chelina Hall)
- Francesca Roberts (Giudice Jamie Atkinson)
- Richard Portnow (Giudice Peter Harding)

Seconda stagione
- Betty White (Catherine Piper)
- Marisa Coughlan (Melissa Hughes)
- Christian Clemenson (Jerry "Manine" Espenson)
- Henry Gibson (Giudice Clark Brown)
- Michael Ensign (Giudice Paul Resnick)
- Anthony Heald (Giudice Harvey Cooper)
- Leslie Jordan (Bernard Ferrion)
- Currie Graham (A.D.A. Frank Ginsberg)
- Jayne Brook (Rachel Lewiston)
- Francesca Roberts (Giudice Jamie Atkinson)
- H. Richard Greene (Giudice Harry Hingham)

Terza stagione
- Meredith Eaton (Bethany Horowitz)
- Gail O'Grady (Giudice Gloria Weldon)
- Shelley Berman (Giudice Robert Sanders)
- Aisha Tyler (A.D.A. Taryn Campbell)
- Amy Aquino (Giudice Phyllis Tamber)
- Lorna Raver (Giudice Katherine Taylor)

### Guest star
Alcuni personaggi famosi hanno partecipato ad una o più puntate come guest star. Si possono citare, fra i tanti:
- Michael J. Fox, nel ruolo di Daniel Post nella seconda e terza stagione;
- Heather Locklear, nel ruolo di Kelly Nolan nella seconda stagione ("La vedova nera" e "Un ragionevole dubbio");
- Tom Selleck, nel ruolo di Ivan Tiggs nella seconda e terza stagione;
- Rupert Everett, nel ruolo di Malcolm Holmes nella seconda stagione ("La vedova nera" e "Un ragionevole dubbio");
- Kurt Fuller, nel ruolo del reverendo Donald Diddum nella seconda stagione ("Un ragionevole dubbio", "I salmoni del Pacifico" e "Memoria del passato");
- Freddie Prinze Jr., nel ruolo di Donny Crane nella prima e seconda stagione;
- Joanna Cassidy, nel ruolo di Beverly Bridge nella seconda stagione;
- Bernadette Peters, nel ruolo del giudice Marianna Folger;
- Larry Miller, nel ruolo di Edwin Poole, socio fondatore dello studio "Crane, Poole & Schmidt";
- Jeri Ryan, nel ruolo di Courtney Reese nei due ultimi episodi della seconda stagione portando a quattro il numero di attori che hanno ricoperto ruoli importanti nella serie Star Trek;
- Lucas Grabeel, nel ruolo di Jason Matheny nella prima-seconda stagione.

## Produzione
Inizialmente intitolata Fleet Street, in riferimento alla strada di Boston in cui hanno sede gli uffici dello studio legale Crane, Poole & Schmidt, Boston Legal è uno spin-off di The Practice - Professione avvocati, altra serie a sfondo legale creata da David E. Kelley: molti episodi dell'ottava stagione di The Practice, infatti, hanno lo scopo di introdurre nuovi personaggi in vista della futura messa in onda di Boston Legal.

## Distribuzione
Negli Stati Uniti d'America, la serie è stata trasmessa dalla ABC a partire dal 3 ottobre 2004 e fino all'8 dicembre 2008.
In Italia la serie è stata trasmessa dal canale satellitare Fox Crime a partire dall'8 ottobre 2006 con la prima stagione. La seconda è iniziata il 14 febbraio 2007, ogni mercoledì dalle ore 21.00 alle ore 22:45, con due episodi per sera. Le successive tre stagioni della serie sono andate in onda sul canale digitale terrestre a pagamento Mya: la terza stagione dall'8 settembre 2008, ogni lunedì alle ore 21.00 con un episodio settimanale e la quarta stagione dal 31 maggio 2009, ogni domenica alle ore 21:00 con un doppio episodio. La quinta e ultima stagione è stata trasmessa dal 15 novembre 2009 al 27 dicembre 2009. La serie è stata trasmessa in chiaro su Rete 4 a partire dal 7 luglio 2007, interrotta nell'agosto 2007 dopo 9 episodi, per poi riprendere nel periodo gennaio-aprile 2010, quando sono state mandate in onda tutte le stagioni, con un episodio quotidiano dal lunedì al venerdì.

## Accoglienza
L'ultimo episodio della serie, di durata doppia, raccolse una media di 10 milioni di telespettatori.